# Chubutisaurus
Chubutisaurus là một chi khủng long, được del Corro mô tả khoa học năm 1974.